# Filmscharnier

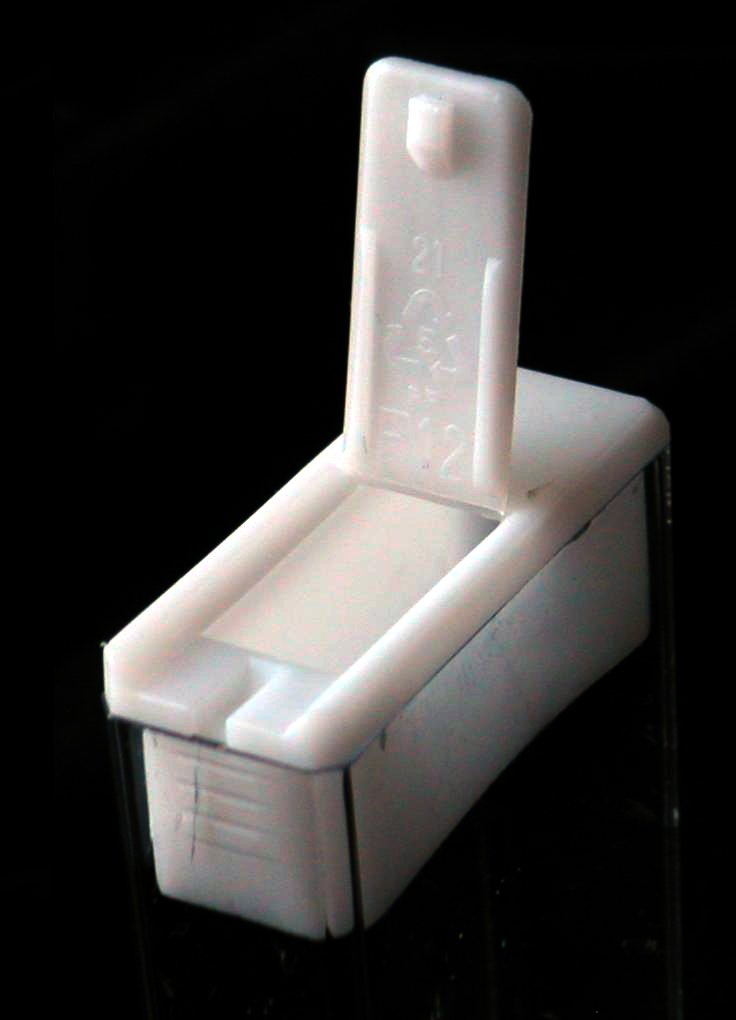
Dekseltje van mintdoosje

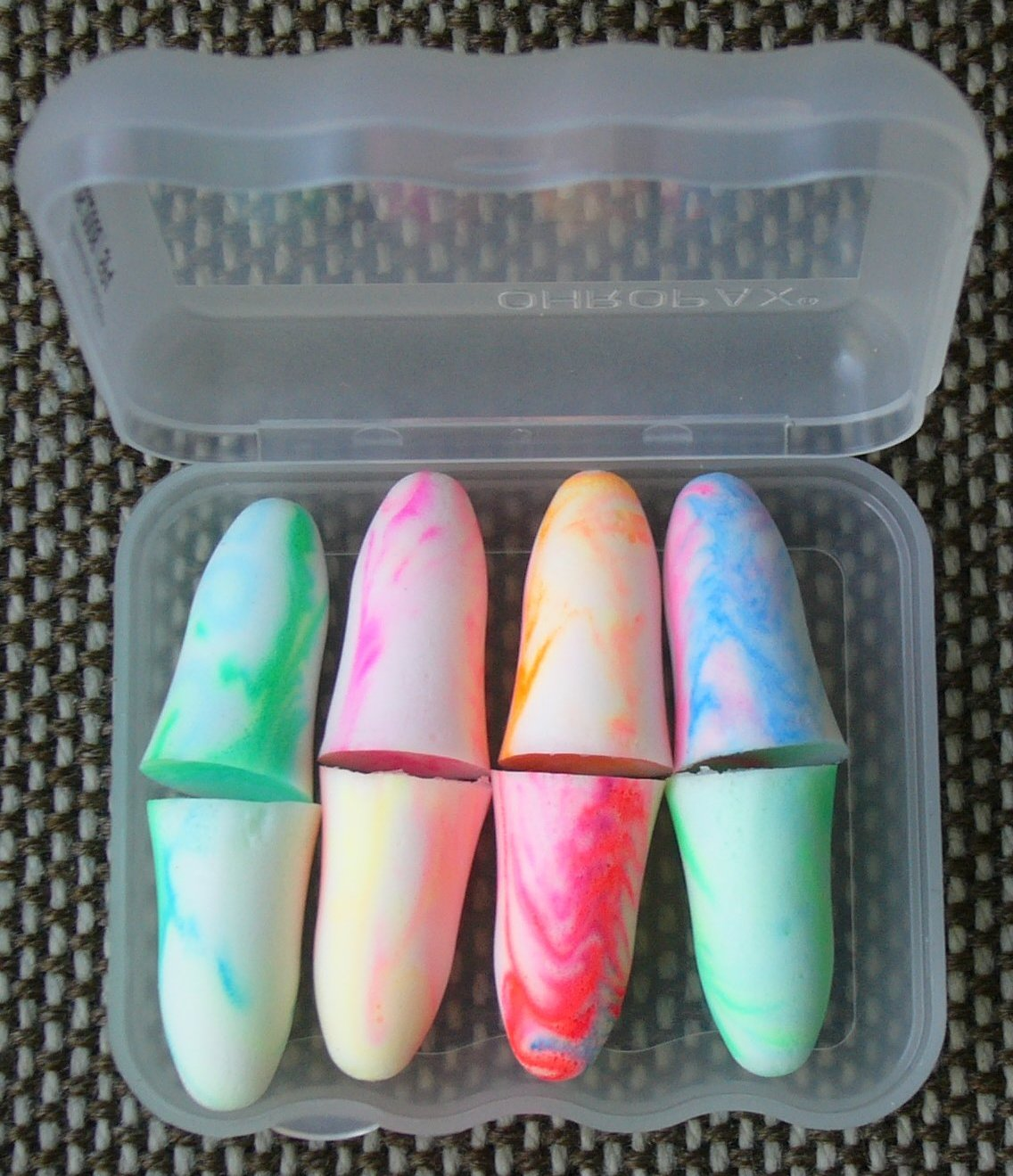
Doosje met oordopjes

Een filmscharnier is een geïntegreerde, smalle, dunne, flexibele verbinding tussen twee starre kunststof delen, waardoor een scharnierlijn ontstaat.  Er zijn géén scharnierassen of lagers nodig, en het scharnier komt gebruiksklaar uit de matrijs. Op basis van hun principe zijn filmscharnieren uiterst goedkoop te produceren, nadeel is echter dat ze bij defect niet vervangbaar zijn. Filmscharnieren zijn beperkt belastbaar wanneer ze aan torsie worden blootgesteld.
Kenmerkend is de fabricage door middel van spuitgieten, waardoor de drie delen in één deel gevormd kunnen worden, en indien correct ontworpen, kan het scharnier blijven functioneren gedurende de levensduur van het product.  De richtlijnen voor het ontwerpen zijn tamelijk rechttoe rechtaan. Bij een goed ontworpen filmscharnier (en spuitgietmatrijs) loopt de moleculerichting van de polymeren haaks op de scharnierlijn,  waardoor weerstand ontstaat tegen torsie en dus scheuren van het scharnier.

## Materiaal
Polypropeen, polyetheen en polyamide worden beschouwd als de beste materialen voor een filmscharnier, door hun uitstekende bestendigheid tegen mechanische belasting. Ze kunnen meer dan een miljoen buigcycli ondergaan zonder bezwijken. Ook bij andere materialen zoals pvc en ABS worden filmscharnieren toegepast, echter met een beperkt, vaak eenmalig gebruik, bijvoorbeeld alleen voor montage.

## Toepassingen
Filmscharnieren worden gebruikt in
- doosjes
- flacons
- flessen
- gereedschapsboxen
- wegwerpverpakkingen
- kabelgootjes